# Mitrophrys magna
Mitrophrys magna är en fjärilsart som beskrevs av Walker. Mitrophrys magna ingår i släktet Mitrophrys och familjen nattflyn. Inga underarter finns listade i Catalogue of Life.